# Dying and Falling
Dying and Falling — третий студийный альбом чикагской индастриал-группы I:Scintilla, выпущенный на бельгийском лейбле Alfa Matrix в 2010 году.

## Об альбоме
Dying and Falling состоит из двух компакт-дисков. Список композиций на втором диске содержит ремиксы, сделанные такими группами, как Freakangel, Essence of Mind и другими.
В 2011 году группа I:Scintilla сняла клип на песню «Swimmers Can Drown», который можно посмотреть на официальном канале группы на YouTube.

## Список композиций
CD1
1. «Swimmers Can Drown» — 04:07
2. «Sharia Under A Beauty Curse» — 03:46
3. «Ammunition» — 04:54
4. «Worth The Wait» — 04:34
5. «Mothership» — 03:53
6. «Dying & Falling» — 04:54
7. «Face The Kill» — 04:31
8. «The Shake» — 04:09
9. «Prey On You» — 06:32
10. «Shattered» — 05:41
11. «Omen» — 04:11

CD2
1. «Hollowed» — 03:29
2. «I Want It All» — 05:15
3. «The Shake [Volatile Night Version]» — 04:16
4. «Swimmers Can Drown [Iris Mix]» — 04:58
5. «I Want It All [Essence Of Mind Mix]» — 06:09
6. «Worth The Wait [Neurobash Mix]» — 03:35
7. «Hollowed [The Dreamside Mix]» — 05:23
8. «Swimmers Can Drown [Voicans Mix]» — 04:24
9. «Prey On You [DJ Ram Mix]» — 05:53
10. «Swimmers Can Drown [Freakangel Mix]» — 03:55
11. «Ammunition [Essence Of Mind Mix]» — 04:20

## Участники записи
- Brittany Bindrim — вокал
- Jim Cookas — гитара
- Vincent Grech — барабаны
- Brent Leitner — гитара/программирование